# مسابقات جهانی ترامپولین ۱۹۶۸
مسابقات جهانی ترامپولین ۱۹۶۸ پنجمین دوره مسابقات جهانی ترامپولین است که در آمرسفورت، هلند در ۳۰ نوامبر ۱۹۶۸ میلادی برگزار شده است.

## جدول مدال‌ها
| رتبه | کشور                | طلا | نقره | برنز | مجموع |
| ۱    | ایالات متحده آمریکا | ۲   | ۱    | ۱    | ۴     |
| ۲    | آلمان غربی          | ۲   | ۰    | ۱    | ۳     |
| ۳    | بریتانیا            | ۰   | ۳    | ۰    | ۳     |
| ۴    | آفریقای جنوبی       | ۰   | ۰    | ۲    | ۲     |